# شارع فوياتير (باريس)
شارع فوياتير Rue Foyatier هو شارع يقع في حي مونمارتر في الدائرة الثامنة عشرة في باريس. افتتح عام 1867، وتمت تسميته بهذا الاسم عام 1875، نسبة إلى النحات الفرنسي دينيس فوياتير.  يعد أحد أشهر الشوارع في باريس، ويتكون من مجموعات من سلالم متعددة تتيح الوصول إلى قمة التل، الذي في أعلاه كنيسة الساكري كور في مونمارتر (تسمى كنيسة القلب المقدس)، وغيرها من مناطق الجذب في حي مونتمارتر العلوي. ويمتد بجانبه قطار مونمارتر الجبلي المائل.

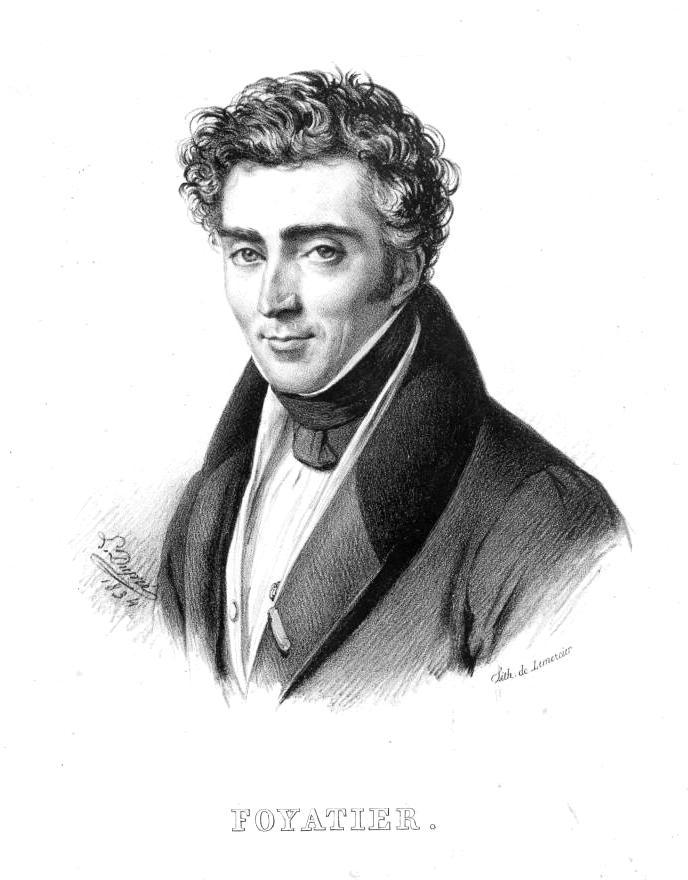
دينيس فوياتير

يبلغ عدد درجات السلم 222درجة، وتعد واحدة من أجمل السلالم في العالم، حيث يمتد على طول خط سكة حديد يأخذ الزوار إلى الأعلى في غضون أقل من 90 ثانية فقط. ولكن المشي وصعود الدرج، بالرغم أنه متعب لكن يقوم السياح والصاعدون للسلالم لتجربة جميلة. في القمة ينتظر هناك رائع لمدينة باريس يمكن مشاهدته.

## الإرث

### الثقافة الشعبية
في جوار الشارع توجد العديد من المقاهي والمتاجر والفنانين الجوالين وعازفي الشارع، خاصة حول "ساحة دو تيرتر"، مما يضيف إلى الأجواء الحيوية لمونمارتر. ويجسد شارع فوياتير روح البوهيمية للمنطقة، مع قربه من العديد من استوديوهات الفن والمعارض والساكري كور الأيقونية.

### السينما
تظهر سلالم شارع فوياتير بشكل بارز في فيلم 2023 جون ويك4، الذي تم تصويره عام 2023 بسبب تصوير آخر مشاهد الفيلم على تلك السلالم، وفيلم تم تصويره عام 1974 اسمه سيلين وجولي يذهبان للقوارب.

## معرض الصور

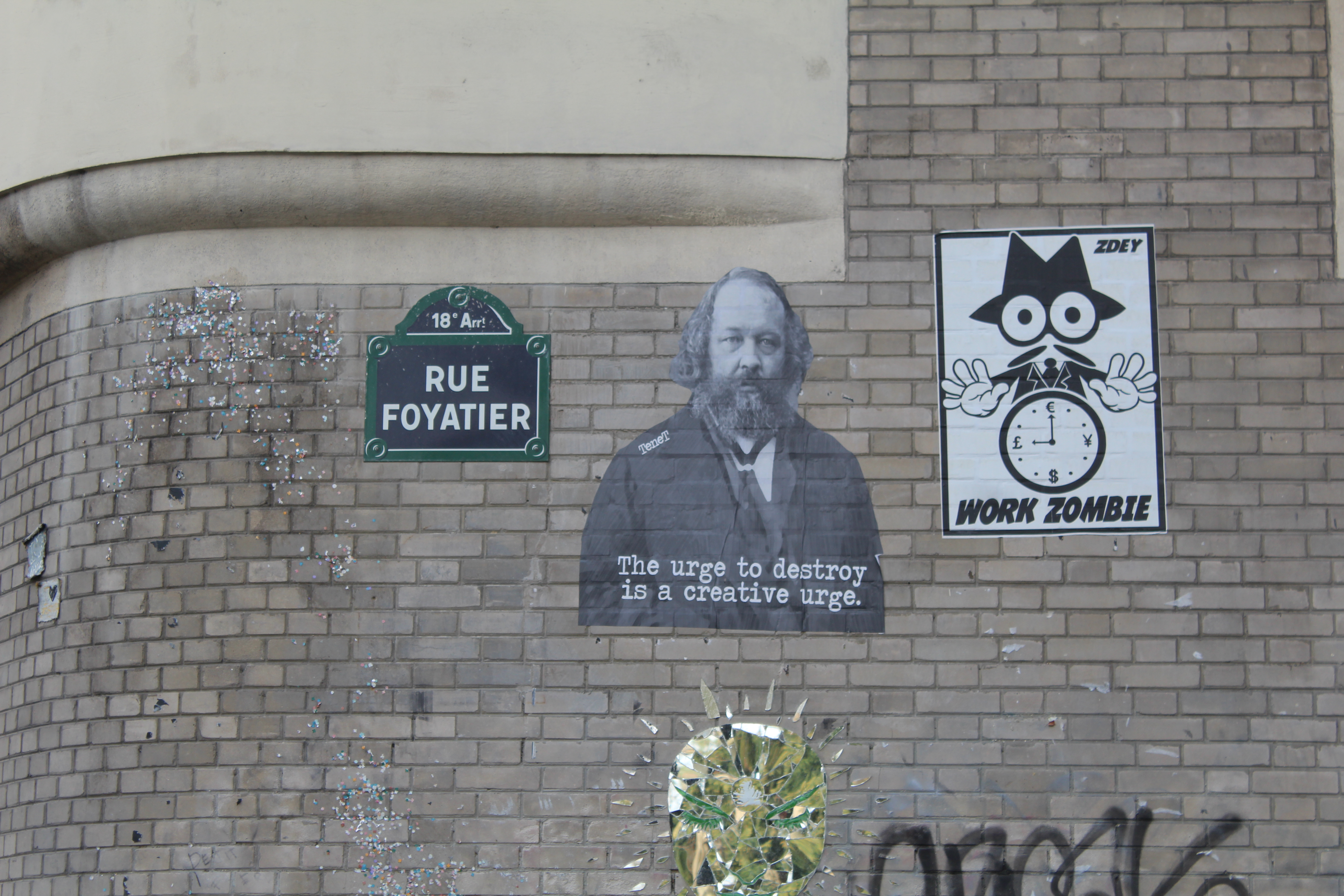
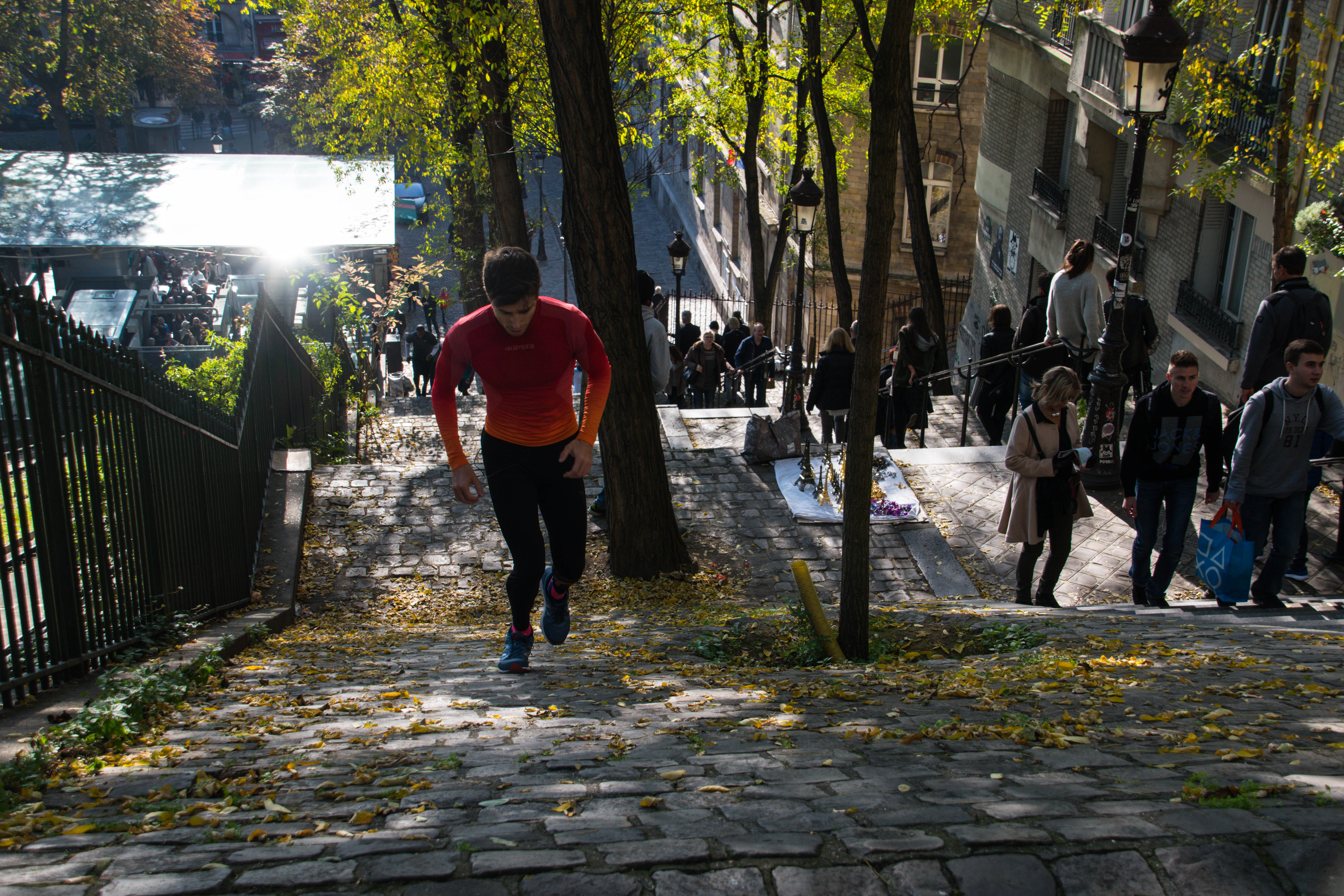
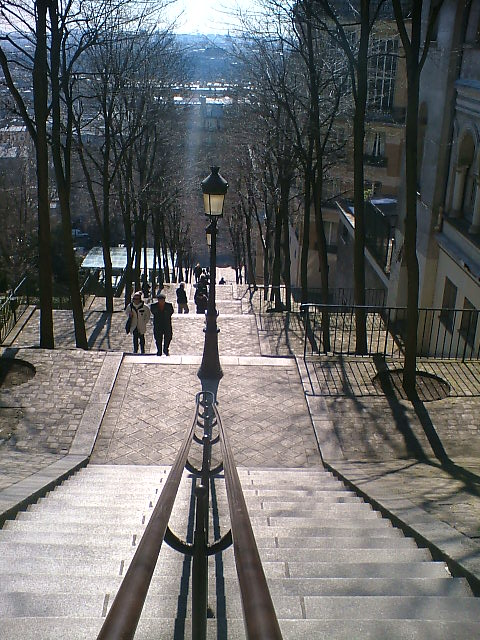
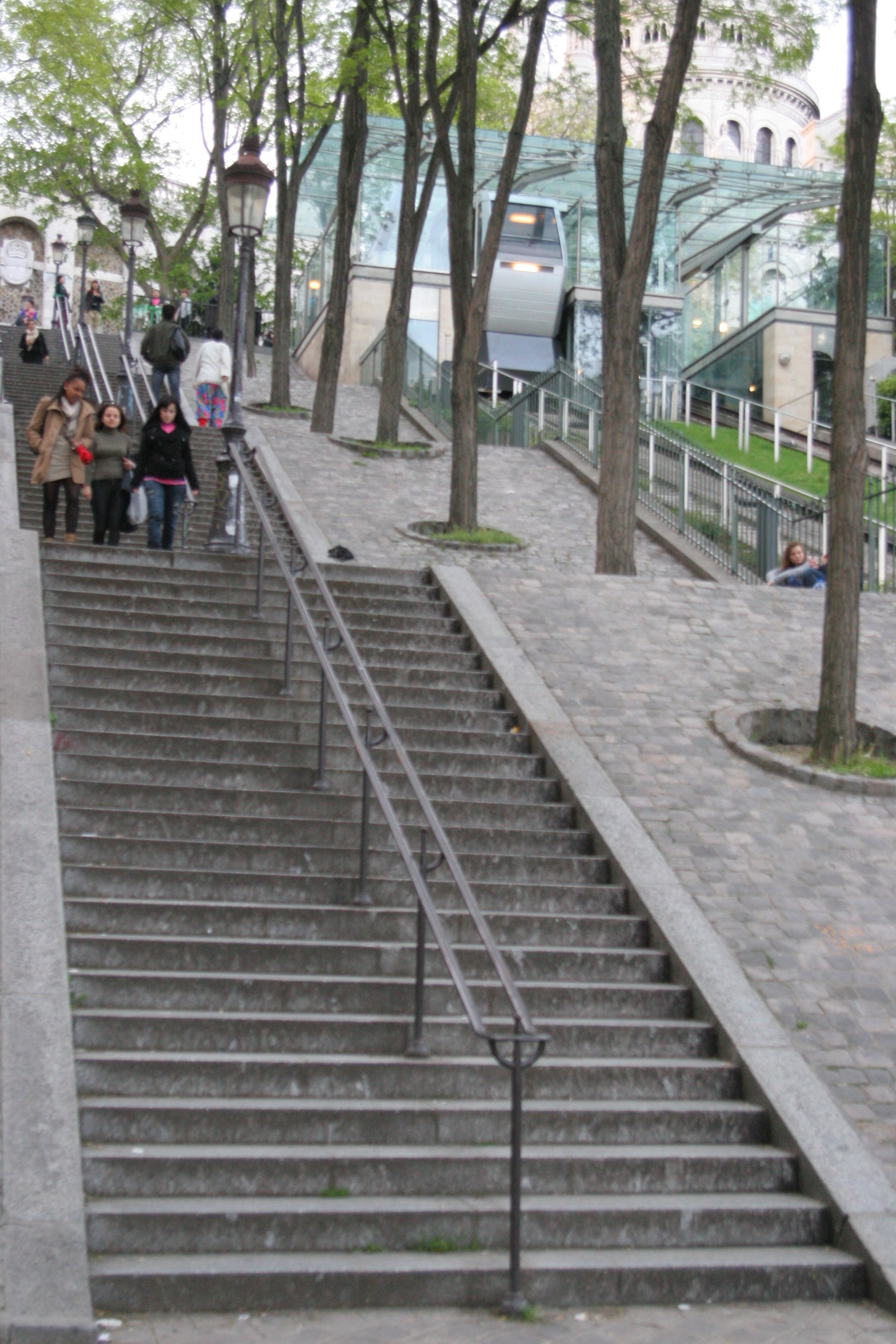
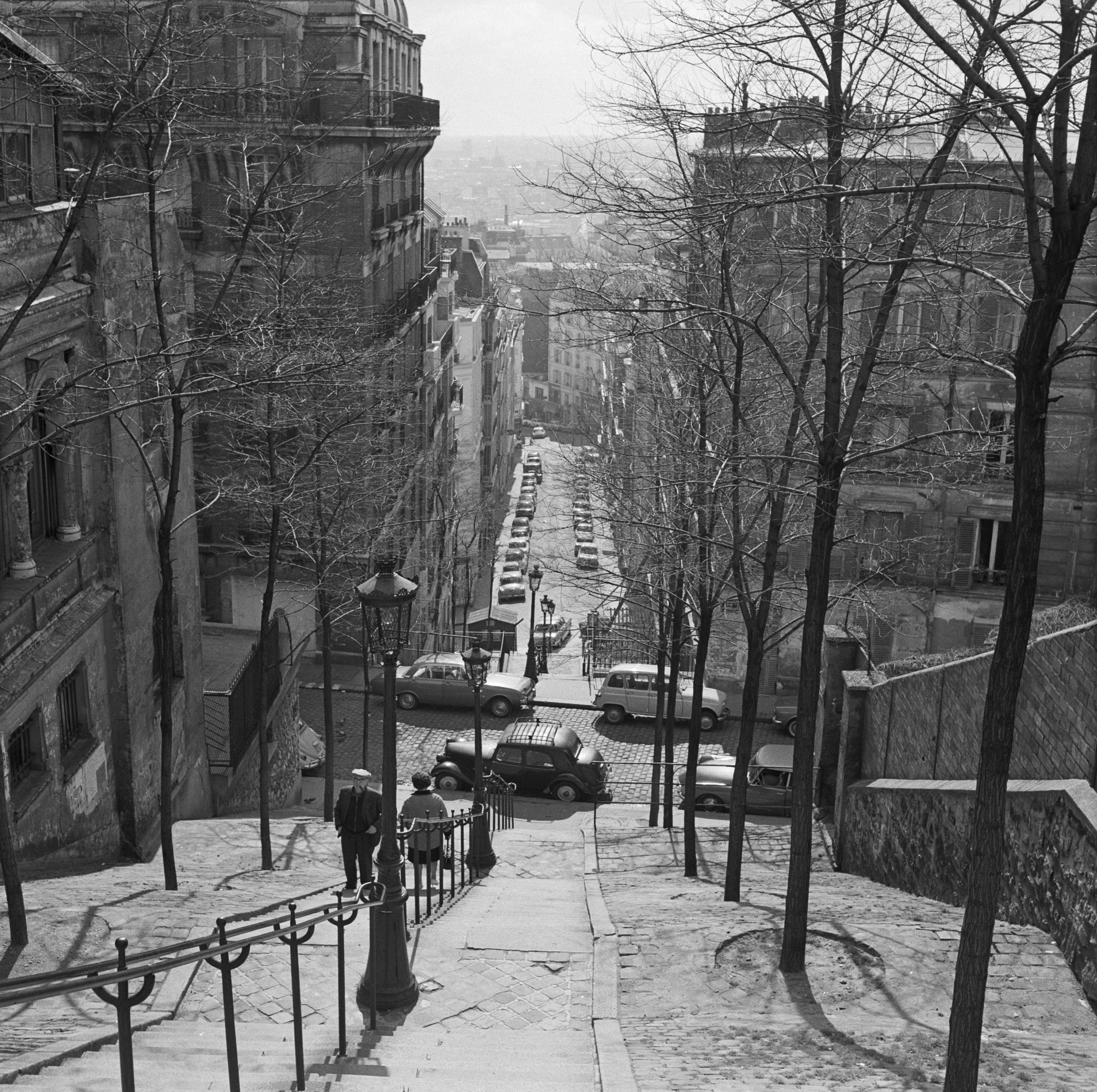
صورة قديمة للشارع
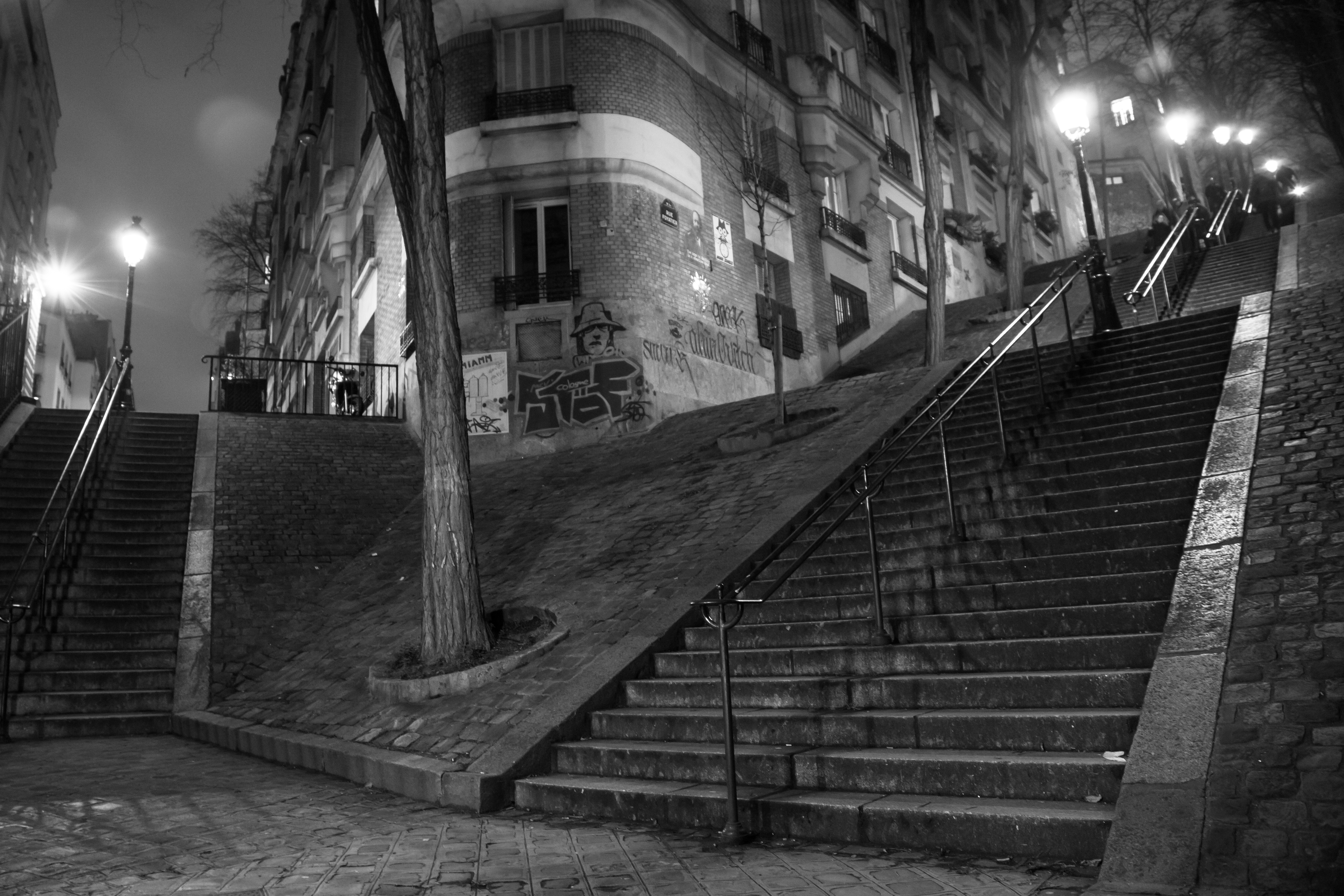
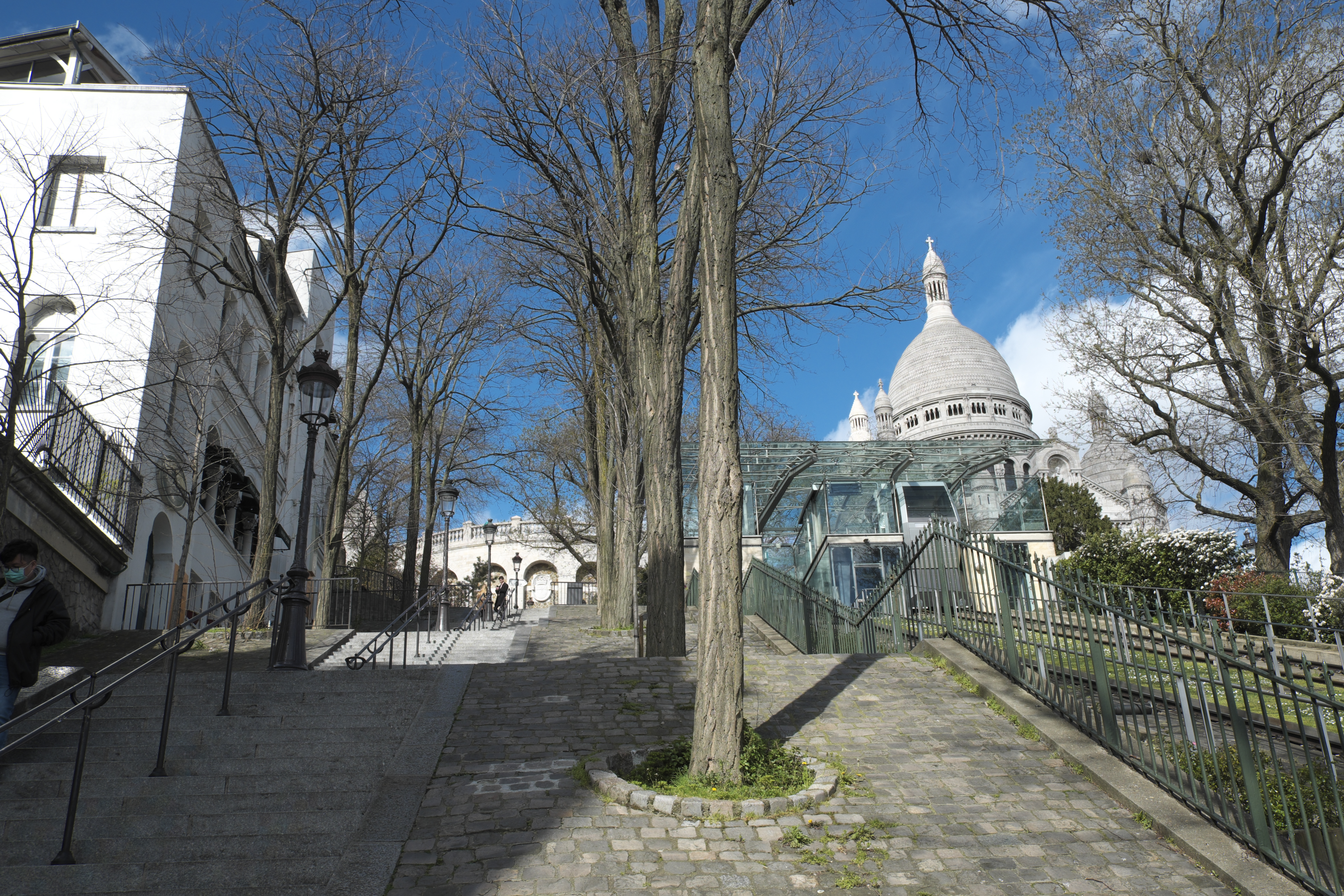
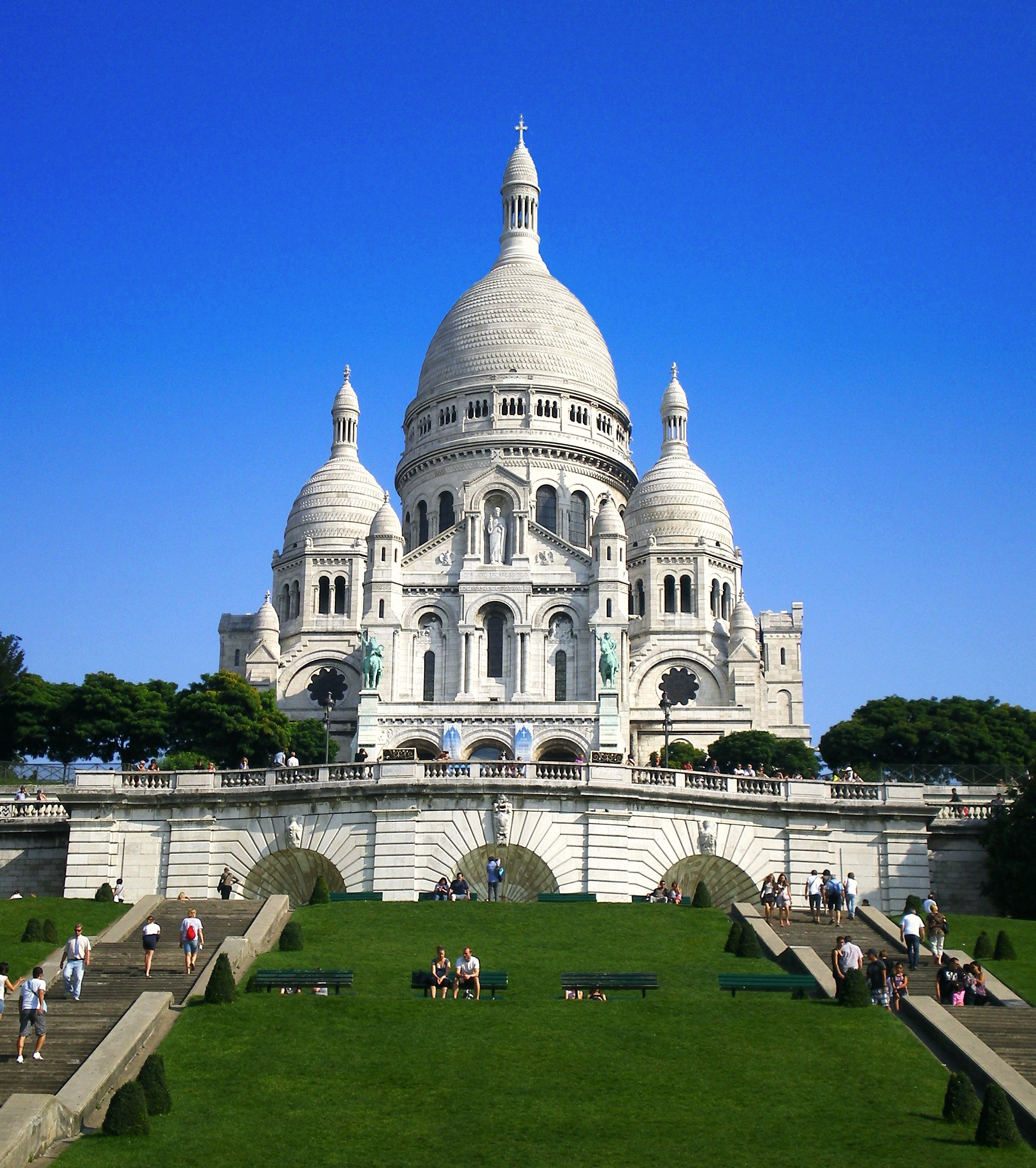
كنيسة القلب المقدس يظهر اسفلها الشارع
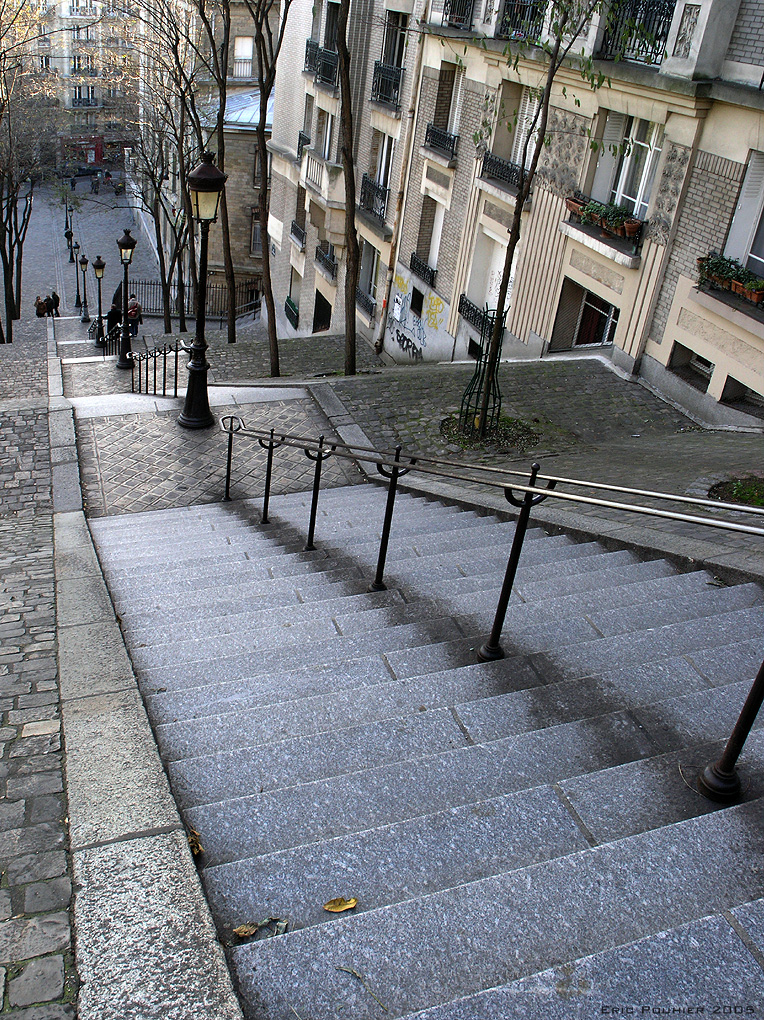
السلم ذو الدرجات المتعددة في شارع فوياتير
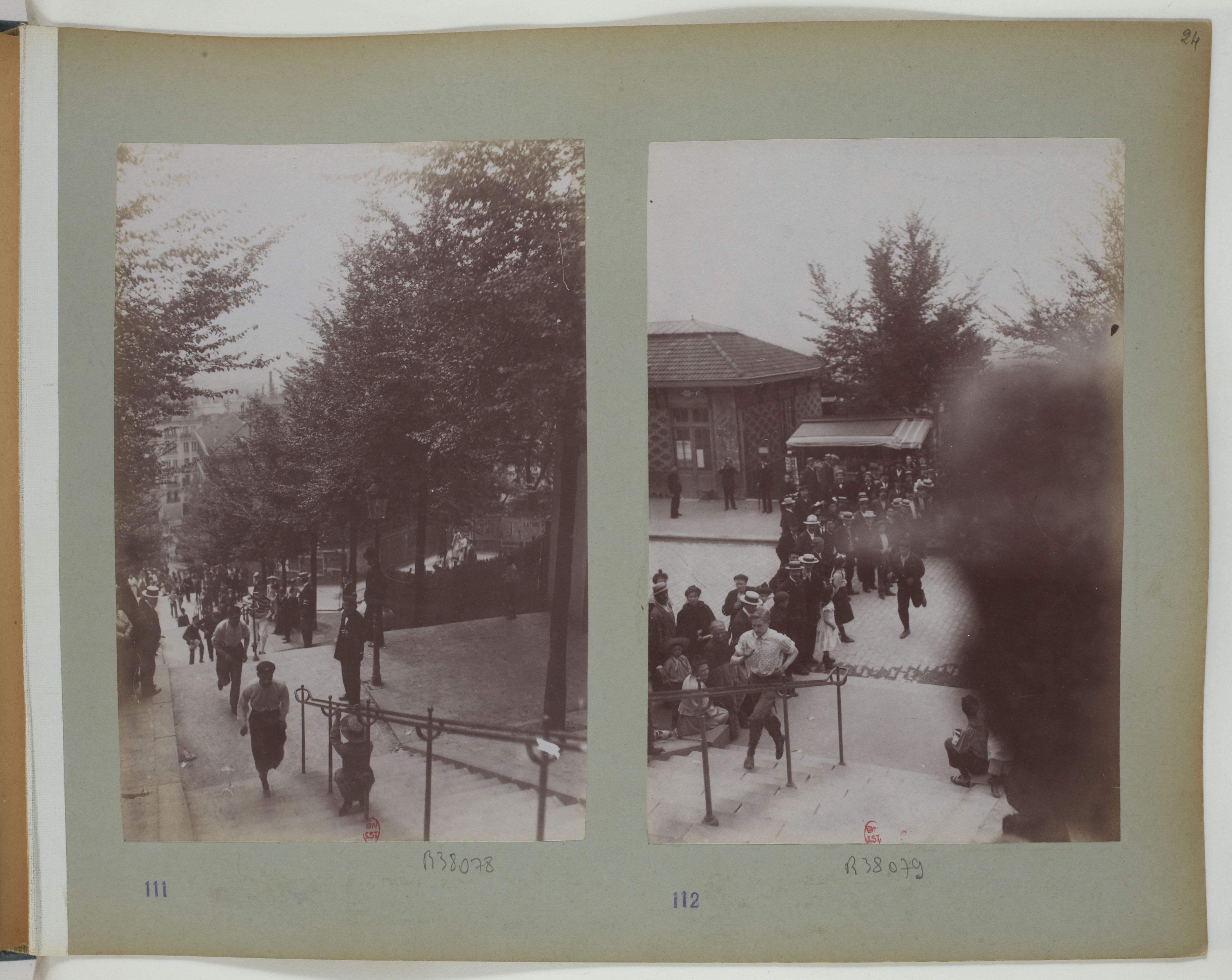
صورة للشارع عام 1903 (ضمن منشورات مكتبة غاليكا)
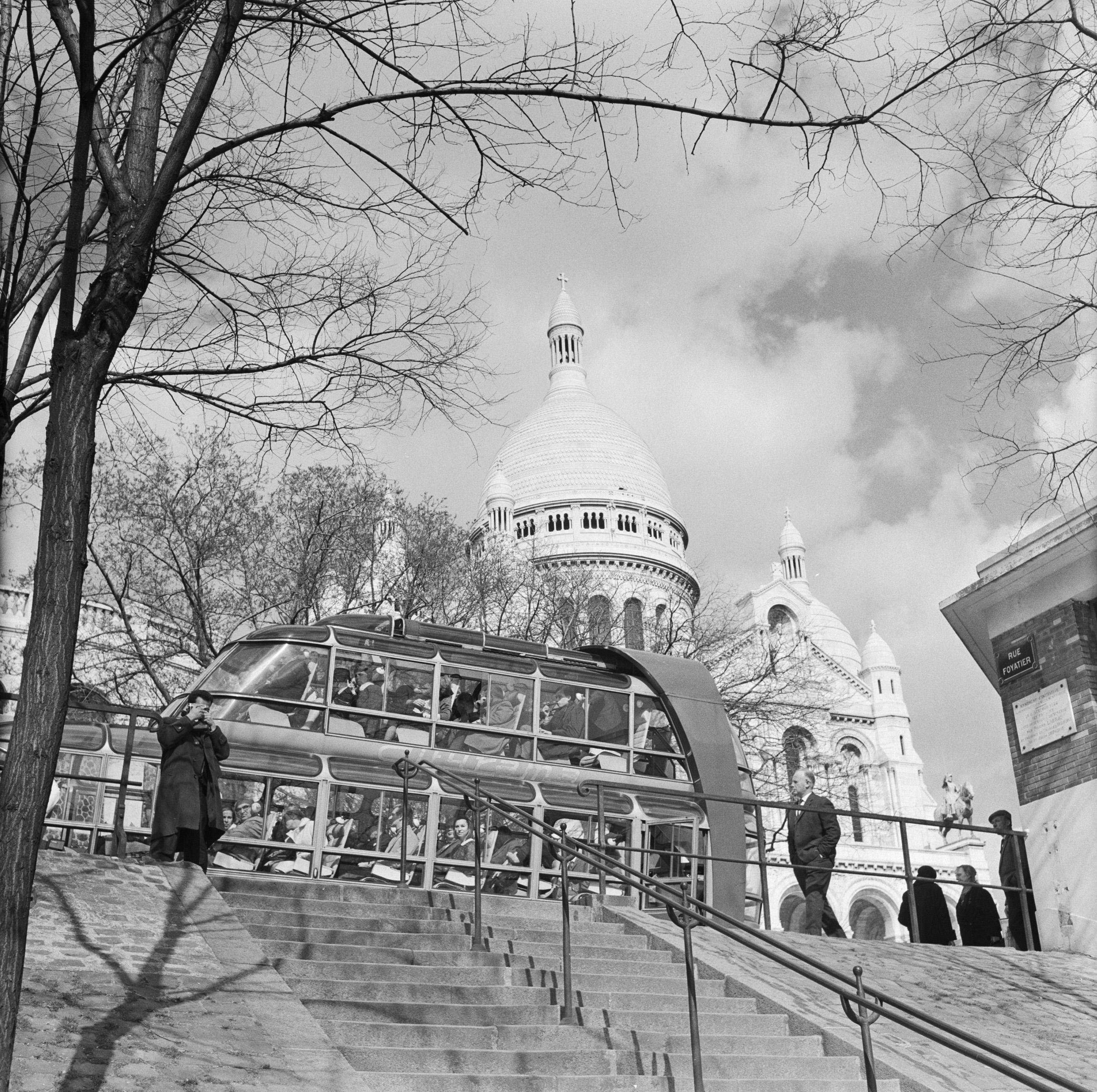
سكة الحديد على امتداد الشارع والسلالم